# Ромен Барде
Ромен Барде (фр. Romain Bardet; 9. новембар 1990) бивши је француски бициклиста у периоду од 2012. до 2025. Освојио је по једном награду за најагресивнијег возача и брдску класификацију на Тур де Франсу, као и Тур оф Алпс, док је на Свјетском првенству освојио једну сребрну медаљу. На Тур де Франсу је остварио четири етапне побједе и носио је жуту мајицу на једној етапи, док је на Вуелта а Еспањи остварио једну етапну побједу.

## Каријера

### Почетак каријере
Барде је почео да се бави бициклизмом 2009. године, а прву победу остварио је 2010. освајањем етапе на трци Исард.
2011. године, освојио је етапу на Тур де л’Авениру и завршио је други на класику Лијеж—Бастоњ—Лијеж за возаче до 23 године.

### 2012—2013
Професионалну каријеру почео је 2012. године, у Француском тиму АГ2Р Ла Мондиал. Једини значајан резултат прве сезоне било му је освојено пето место на Туру Турске, док је на Вуелта а Каталуњи завршио на 40 месту.
Године 2013. освојио је прву трку као професионалац, Тур Аин, где је освојио и класификацију по поенима. На Туру Пекинга освојио је пето место. Од осталих трка, возио је Париз—Ницу, где је завршио на 25 месту, док је Вуелта а Каталуњу завршио на 53 месту.
Исте године Барде је возио свој први Тур де Франс и завршио га је на добром 15 месту.

### 2014
2014. године, Барде је освојио класик Дром, а затим и класификицају за најбољег младог возача на Тур оф Оман трци. Након две слабе сезоне, освојио је четврто место на Вуелта а Каталуњи, а затим пето на Критеријуму ди Дофине.
На Тур де Франсу, Барде је показао добру форму, борио се за подијум и за класификацију за најбољег младог возача. Белу мајицу је носио неколико дана, али је на крају освојио други Француз, Тибо Пино. На хронометру је изгубио пето место од Тиџеја Ван Гардерена и на крају је завршио шести, што је био његов најбољи резултат до тада.

### 2015
2015. године, Барде завршио је на 15 месту на Париз—Ници, деветом на Тур де Романди, петом на Вуелта а Андалузији, а добру форму потврдио је освајањем шестог места на класику Лијеж—Бастоњ—Лијеж, као и на Критеријуму ди Дофине. Барде је на петој етапи напао при крају највећег успона, стекао предност на спусту и одржао је на задњем успону на етапи, узео је 36 секунди, док завршио је пети у генералном пласману.
На Тур де Франсу, Барде није био у очекиваној форми, дуго се мучио и није био конкурентан за подијум. На етапи 14, Барде и Тибо Пино су били испред на задњем успону, нису могли да се сложе и на кратком спусту их је стигао Стефен Камингс. Камингс је одмах отишао од њих, а они нису могли да га прате, Барде је изгубио у спринту за друго место на етапи. Барде је наставио да јури етапну победу и успио је да победи на етапи 18, након соло напада, то му је била прва победа на Туру. Наредног дана је узео тачкасту мајицу, али је изгубио од Криса Фрума на етапи 20. Тур де Франс је завршио на деветом месту и освојио је награду за најагресивнијег возача на Туру.

### 2016
2016. године, освојио је друго место на Тур оф Оману, иза Винченца Нибалија, шесто на Вуелта а Каталуњи, девето на Париз—Ници, а затим и шесто место на Ђиро дел Трентино трци. На Критеријуму Дофине, Барде је био у доброј форми, напао је на шестој етапи, али га је Тибо Пино одспринтао на циљу у Мерибелу, Барде је дошао до трећег места у генералном пласману. На крају је освојио друго место, 12 секунди иза Криса Фрума.
На Тур де Франсу, Барде је био у доброј форми, држао је пето место, а на етапи 19, напао је на спусту пре задњег успона. На 10 километара до циља, одвојио се од главне групе, испред њега је био само Руи Коста, Барде га је ухватио и на три километра је отишао од њега, освојио је етапу са 23 секунде испред Хоакима Родригеза и попео се на друго место у генералном пласману. То је била прва победа за Француску на Тур де Франсу 2016. На етапи 20, нико није нападао и Барде је сачувао друго место и тако постао тек трећи Француз који је освојио место у топ 3 у задњих 20 година, пре њега, то су успели Жан-Кристоф Перо и Тибо Пино 2014.
Барде је изабран у француски тим за Олимпијске игре у Рио де Женеиру, где је друмску трку завршио на 24 месту.
Након Олимпијских игара освојио је Критеријум Лисукс.

## Приватни живот
Барде живи у Клермон Ферану. Поред бициклистичке каријере, почео је студије менаџмента у Греноблу 2011. Дипломирао је 2015.